# Minchinal, Bijapur
Minchinal là một làng thuộc tehsil Bijapur, huyện Bijapur, bang Karnataka, Ấn Độ.